# Club Deportivo Ferroviario Almirante Arturo Fernández Vial
Le Club Deportivo Ferroviario Almirante Arturo Fernández Vial, souvent appelé le Fernández Vial et surnommé los Aurinegros, est un club de football chilien fondé le 3 juin 1903 et basé à Concepción (Chili). 

## Histoire
L'origine du club se trouve dans le "Club Deportivo Ferroviario Internacional" fondé en 1897. D'autres sources le nomment "Internacional F.C.", les archives du club ayant brûlé à différentes periodes, le nom originel n'est pas assuré.
L'origine en tout cas se trouve au sein des travailleurs des ateliers des chemins de fer de Concepción.
En 1903 une grève est déclenchée au port de Valparaíso par les dockers et les cheminots de cette ville.
L'amiral Arturo Fernández Vial refuse les ordres du gouvernement d'écraser la grève dans le sang comme c'était malheureusement le cas souvent en ce temps-là. Au contraire, il intercède auprès des tribunaux pour qu'une issue favorable aux grévistes soit trouvée.
Au vu de cet acte, le club "Internacional F.C." décide de se renommer "Club Deportivo Ferroviario Almirante Arturo Fernández Vial" (Club Sportif Cheminot Amiral Arturo Fernández Vial) le 15 juin 1903.

## Palmarès
- Champion de Division 2 : 1982
- Champion de Division 3 : 1981

## Anciens joueurs
- Nelson Acosta
- Mario Kempes